# Notatka

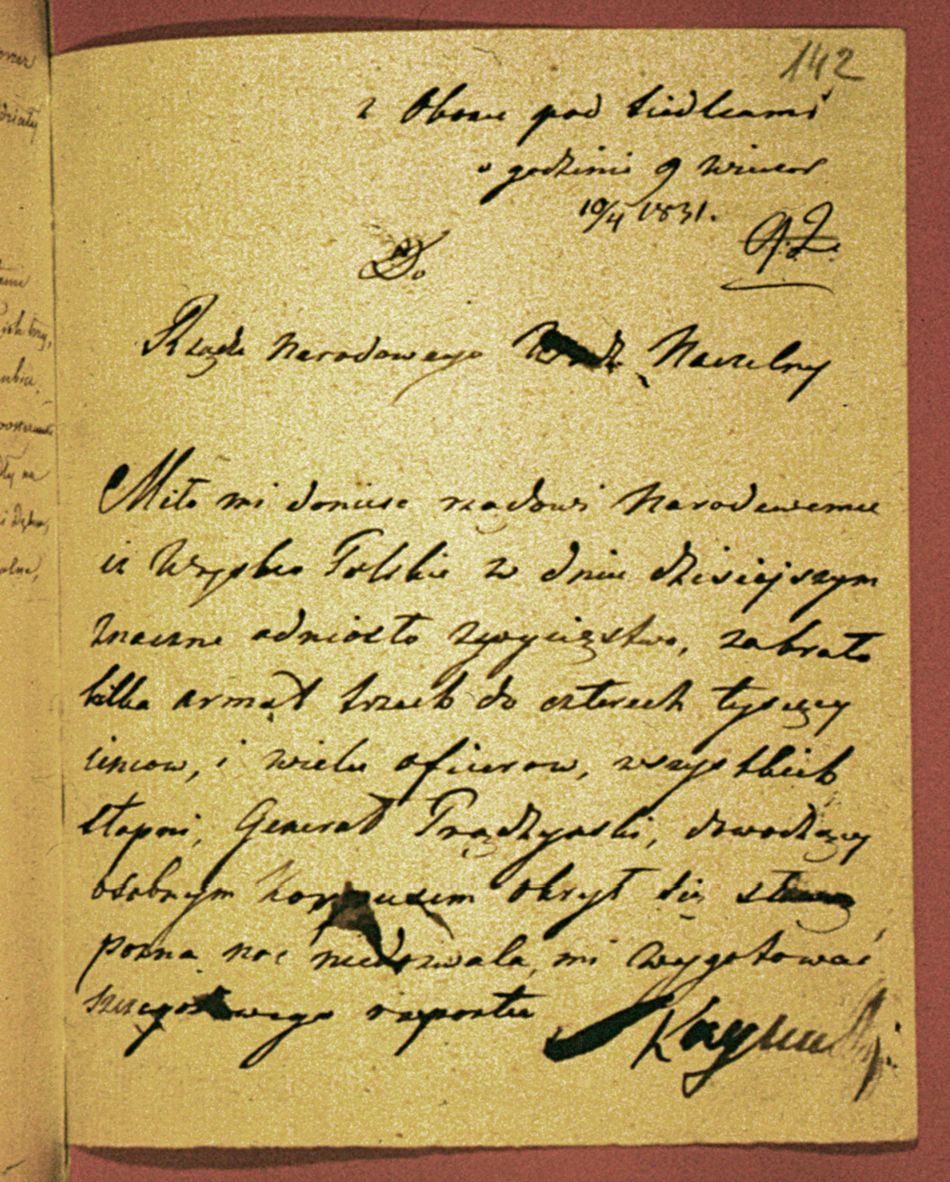
Notatka Jana Skrzyneckiego na temat bitwy pod Iganiami

Notatka – krótki tekst o charakterze informacyjnym, nastawiony na przekaz danych, wyróżniający się zrozumiałością przedstawianych wiadomości: rzeczowością i zwięzłością. W notatce umieszczane są najważniejsze informacje w sposób skrótowy i uporządkowany. Gatunek ten przedstawia jakiś fakt, zawiera elementy streszczenia, opisu, opowiadania i charakterystyki. Tekst spójny i logiczny. Opowiada o tym, co wydarzyło się w przeszłości, planowane jest w przyszłości lub opisuje stan obecny. Konieczne jest nadanie tytułu. 
Notatka to pismo użytkowe.

## Rodzaje notatek
- prasowa,
- encyklopedyczna,
- schematyczna,
- klasowa,
- urzędnicza,
- tabelka,
- wykres,
- mapa myśli,
- wyliczanie w punktach,
- plan,
- streszczenie.